# Luca Preda
Luca Preda (* 19. März 2006 in Constanța) ist ein rumänischer Tennisspieler.

## Karriere
Preda spielte zwischen 2020 und 2024 auf der ITF Junior Tour. 2021 gewann er zwei Einzel- und drei Doppeltitel bei niedriger dotierten Turnieren. 2023 gewann er mit dem J300 Bamberg seinen bis dahin größten Titel. 2024 nahm er an allen vier Grand-Slam-Turnieren teil, wo sein bestes Resultat im Einzel das Viertelfinale der US Open war; im Doppel stand er dort sogar im Halbfinale. Mit dem Turniersieg beim J500 Kairo, einem Turnier der zweithöchsten Kategorie gelang ihm sein größter Erfolg als Junior. Seit 16 Jahren hatte zuvor niemand mehr aus Rumänien einen Titel dieser Kategorie gewinnen können. In der Junioren-Rangliste erreichte er mit Platz 5 seine höchste Notierung.
Bei den Profis spielte Preda 2023 sein erstes Match. In diesem Jahr gelang ihm auf der drittklassigen ITF Future Tour erstmals ein Halbfinaleinzug, was ihm Anfang 2025 ein weiteres Mal gelang. Dadurch zog er in die Top 1000 der Tennisweltrangliste ein. Im Doppel gab er im April 2025 sein Debüt auf der ATP Tour. Dank einer Wildcard startete er im Doppel der Țiriac Open in Bukarest mit seinem Landsmann Marius Copil. Sie überstanden die erste Runde, wodurch Preda im Doppel auf Rang 873 der Rangliste sprang.
2024 gab Preda sein Debüt für die rumänische Davis-Cup-Mannschaft in der Partie gegen Griechenland, bei dem er unterlag.